# Antonio L. Bouza
Antonio L. Bouza (Venta de Baños, Palencia, 1934-Burgos, 10 de diciembre de 2020), seudónimo de Manuel Bouza Balbá, fue un poeta, escritor y crítico literario español.

## Biografía
Nacido en Venta de Baños, fijó su residencia en Burgos en 1959 tras haber residido en distintas ciudades como Barcelona, Madrid, Pontevedra, Zaragoza o Valladolid. Arquitecto técnico y militar de carrera, ingresando en 1954 en la Academia General Militar, donde poco después conocería a Juan Carlos de Borbón y Borbón, de quien fue acompañante-preceptor y con quien mantuvo amistad desde entonces.
Abandonó la actividad castrense en 1979 para dedicarse de pleno a la literatura, el pensamiento, el arte (biografías de artistas principalmente) y el activismo cultural en Burgos, proyectando su labor a través de numerosas obras y escribiendo artículos de actualidad y comentarios sobre literatura y arte en publicaciones tanto españolas como de otros países de Europa e Hispanoamérica.
Fue miembro numerario de varias asociaciones como la Asociación Española de Críticos Literarios (AECL); la Asociación Española de Críticos de Arte (AECA), de la que es Miembro Honorario y Vocal en su Junta Directiva; y la Asociación Internacional de Críticos de Arte (AICA), además de ser el fundador y primer vicepresidente de la Asociación Castellano-Leonesa de Críticos de Arte (ACLCA).
Bouza fue también el fundador y director de la revista literaria ARTESA y del grupo de poesía de vanguardia “ODOLOGIA 2000”, su obra ha sido traducida a varios idiomas, ha participado en congresos y exposiciones de Poesía Visual y Experimental de carácter internacional y viene dando conferencias sobre la expresión literaria y artística, así como sobre diversos temas culturales y de pensamiento.
Realizador del Museo Condestables de Castilla del Monasterio de Santa Clara de Medina de Pomar (Burgos), fue asimismo autor y asesor de otros varios proyectos y adaptaciones artísticas. Experto en antigüedades en general y en pintura y escultura contemporáneas, ha venido por tanto colaborando con organismos oficiales y entidades particulares en la promoción de eventos culturales. Creó además algunos premios y certámenes de literatura y de arte como los internacionales de poesía Jorge Guillén y San Lesmes Abad.

## Obra
Realizó numerosos estudios profesionales y culturales. Recibió enseñanzas particulares de maestros del pensamiento, la literatura y el arte, como Hipólito Rafael Romero Flores, Xavier Zubiri, Dámaso Alonso, Modesto Ciruelos o Emilio García Moreda.
Temáticamente su obra poética evoluciona desde la religiosidad inicial hasta el sentimiento ético que preside su obra de madurez, desde la vivencia personal hasta la percepción colectiva, al igual que evolucionó desde el prosaísmo crítico de los primeros libros, con el que se oponía al discurso poético tradicional, hacia una apuesta decidida por la poesía experimental a través de la ruptura de códigos expresivos anquilosados.
En este tránsito jugó un papel decisivo la mencionada revista ARTESA (1969-1977), cuyas páginas reflejan las audacias y reflujos del proceso, y en la que publicaron obra inédita conocidos escritores como Vicente Aleixandre, Miguel Ángel Asturias o Camilo José Cela.
Dentro de ARTESA creó además el también mencionado movimiento de poesía visual "ODOLOGÍA 2000", que propagó a través de muestras, publicaciones, conferencias y actuaciones especiales denominadas Poesía Múltiple. Asimismo puso en marcha el llamado "Obliex" (Obrador de Literatura Experimental).

## Publicaciones
Publicó más de treinta libros entre poesía, ensayo y narrativa, así como una obra de teatro, un guion de vídeo y varios libros de divulgación artística. Igualmente escribió decenas de artículos y realizó múltiples aportaciones en obras colectivas y revistas literarias.

### Literatura
- Dios de muertos. Madrid, Alfaguara (Colección Ágora), 1970, 70 p.

- Lubel se refugió en mi verso y ya no puedo arrancármelo. Madrid, Parnaso 70, 1971, 48 p.

- Canción protesta. Cartagena, Cuadernos Galera, 1971, folleto.

- Ahorcado en las nubes. Separata de Papeles de Son Armadans n.º CXCI. Palma de Mallorca, 1972, p. 173 – 178.

- Caín muere en la cruz. Salamanca, Colección “Álamo”, n.º 36, 1974, 69 p.

- Olología poética. Burgos, Colección Artesa n.º 25, 1975, 225 p.

- El tribunal de los ofrecimientos. Burgos, Edición del autor (Imprenta Monte Carmelo) 1975, folleto.

- Castilla desde mi centauro. Burgos, Colección Artesa n.º 36, 1978, 113 p.

- España: libertad de cisne. Barcelona, Colección “Ámbito Literario” nº XLII, 1978.

- San Juan y san Pedro cenan en Burgos y hablan de las autonomías. Burgos, Consejo General de Castilla y León, 1981, folleto.

- Memoria social en la muerte de un hombre. Torremolinos, Ed. Litoral, n.º 112 – 113 – 114, 1982, 130 pp.

- Doce motivos para un reino. Burgos, Editorial Santiago Rodríguez, 1983, 96 p.

- De Wavel a Segovia. Burgos, Ayuntamiento de Burgos, 1984, folleto.

- Hospicio de Sodoma. Madrid, Editorial Devenir, 1989, 61 p.

- Burgos, cincuenta años de poesía (1936 -1986). Burgos, Diputación Provincial de Burgos, 1989, 151 p.

- El ex libris. Tratado general. Su historia en la corona española. Madrid, Patrimonio Nacional, 1990, 148 p.

- Elegías del amor impuro. Madrid, Endimión, 1990, 76 p.

- Barva casu. Praga, Editorial Lyra Praguensis, 1993. 100 p. (en checo).

- El pensamiento griego. Barcelona. Editorial Ronsel, 1994. 172 p.

- Burgos desde sí mismo. Edición especial en treinta láminas sueltas de 31 x 2,5 cm reunidas en una carpeta y con ilustraciones a la acuarela por Pedro Sáiz. Edición no venal patrocinada por Construcciones Arranz Acinas S.A., 1997.

- Crímenes y orgasmos siderales. Madrid, Endimión, 1997. 50 p.

- Burgos final de milenio (con ilustraciones de Pedro Sáiz). Burgos, Instituto Municipal de Cultura del Ayuntamiento de Burgos, 2000, 82 p.

- Teatro para imaginar. Madrid, Editorial La Avispa, 2001, 61 p.

- Esplendor y penumbra. Madrid, Devenir, 2004, 78 p.

- El rey y yo. Historia de una amistad con Juan Carlos I. Madrid, La esfera de los libros, 2007, 428 p.

- Casi una vida -versos e imágenes-. Palencia, Fundación Díaz Caneja (Colección “4 Cantones 4”, n.º 10), 2009, folleto.[7]

- Mensajes sin destino. Burgos. Edición del autor, 1978–2012, 85 láminas.

### Arte
- Simón Calvo: obrero del arte. Burgos, Ayuntamiento de Burgos, 1981, 136 p.

- El pintor Javier Cortés. Burgos, Diputación Provincial de Burgos, 1982, 64 p.

- Museo de los Condestables de Castilla. Burgos, Ed. Santiago Rodríguez, 1984, 87 p.

- Próspero García Gallardo. Burgos, Ayuntamiento de Burgos, 1985, folleto.

- El pintor Emilio G. Moreda o la bohemia indómita. Logroño, Gobierno de la Rioja, 1990, 182 p.

- Modesto Ciruelos. Burgos, Caja de Ahorros Municipal, 1993, 171 p. (Catálogo de la exposición antológica sobre Modesto Ciruelos celebrada en el Centro Cultural Casa del Cordón).

- Andrés García Prieto, de profesión pintor. Burgos, Diputación Provincial de Burgos, 1994, 111 p.

- Antolín Palomino o el libro de arte. Burgos, Ayuntamiento de Aranda de Duero, 1996, 113 p.

- Fortunato Julián, un compendio de artes. Burgos, Caja de Ahorros del Círculo Católico, 1996, 145 p.

- Maese Calvo, orfebre universal. Burgos, Caja de Burgos, 1999, 288 p.

- Ocho artistas burgaleses. Burgos, Grupo de empresas Arranz Acinas, 2003, 172 p.